# ロデニ
ロデニ（ロシア語: Родень）はキエフ・ルーシ期の要塞都市である。キエフの南、ドニエプル川へローシ川が流入するあたりに位置した。
考古学的研究からは、最初の居住者は7 - 8世紀と目されている。また、ロデニは東スラヴ民族の部族にとって主要な地であり、東スラヴのスラヴ神話における当時の最高神ロード (Rod)の崇拝の中心地の一つで、「ロデニ」という名前はロードから取ったとする説がある。ロデニの文化・経済的発展の全盛期は9 - 12世紀であり、ロデニは沿ローシ川防衛線中の単なる要塞都市にとどまらず、交易の中心地としても機能した。ポリュージエの後には、ロデニ付近で、ビザンツ帝国へ向かう船の整備や、物品の積み込みが行われた。B.ルィバコフ(ru)は、ロデニは、10世紀のアラブの歴史書にルーシの3つの国のうちの１つとして記されるアルタニヤ(ru)を、ロデニに比す仮説を提唱した。
スヴャトスラフ1世の治世には、ロデニにはテレム(ru)（Те́рем / 中世ルーシの屋階・楼・居城を指す言葉）のある屋敷があった。980年には、キエフ大公位をめぐる闘争の過程において、ロデニに退避したヤロポルク1世が、包囲戦の後殺害されている。
ロデニはモンゴルのルーシ侵攻によって破壊され、その後復興することはなかった。